# آرتاک هریکیان
آرتاک بوریسی هریکیان (ارمنی: Արտակ Բորիսի Հերիքյան؛ زادهٔ ۲۷ مارس ۱۹۷۷) روزنامه‌نگار و مجری تلویزیونی اهل ارمنستان است.

## زندگی‌نامه
وی در ۲۷ مارس ۱۹۷۷ در نوراشن به دنیا آمد و از دانشگاه دولتی زبان‌ها و علوم اجتماعی بروسوف ایروان فارغ‌التحصیل شد. وی برنده جوایزی همچون مدال موسس خورناتسی (۲۰۱۸) است.